# Castells romans

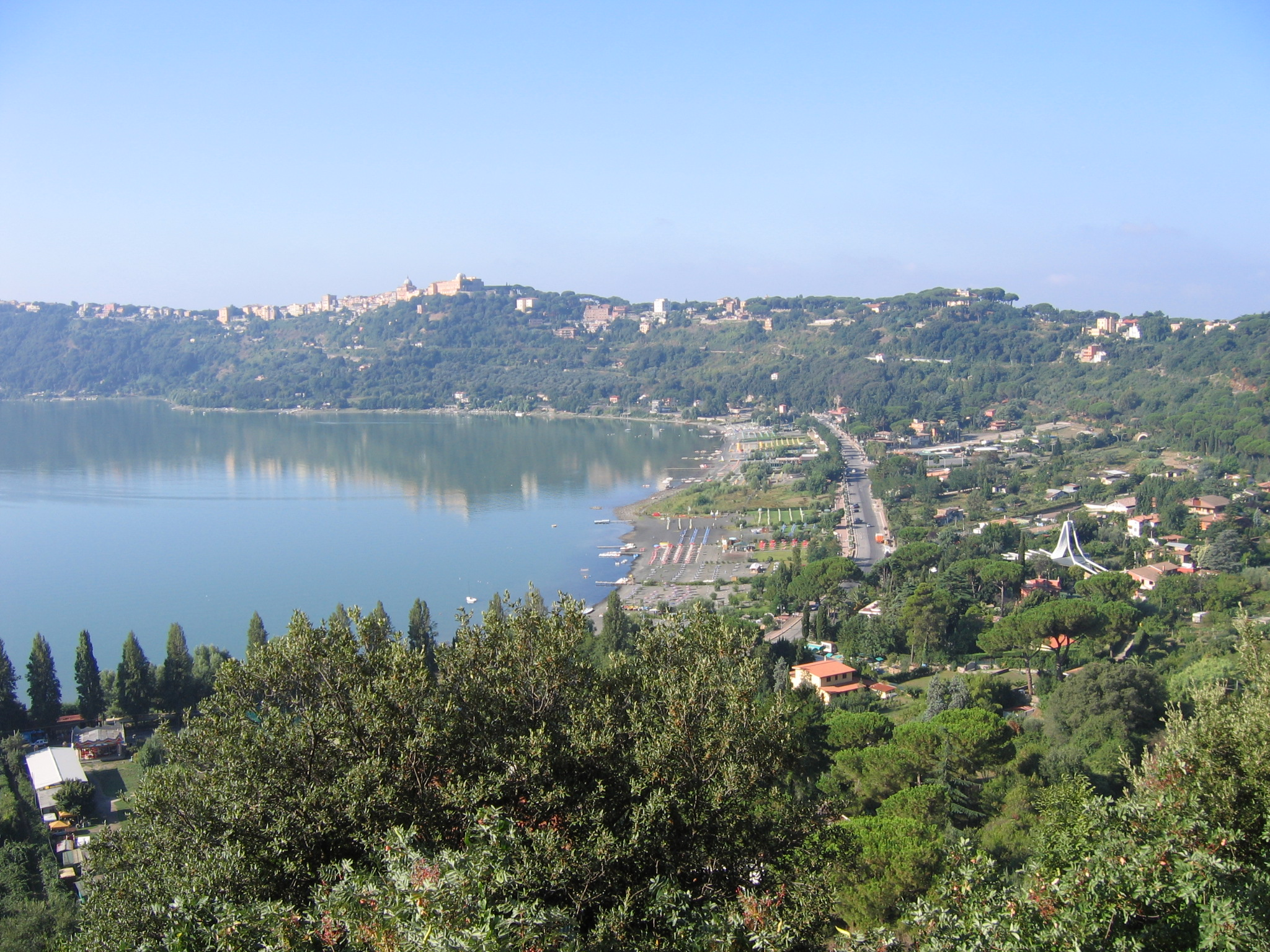
Castel Gandolfo al llac Albano

Els anomenats castells romans (Castelli Romani en italià) són un grup de comunes de la ciutat metropolitana de Roma. Es troben a poca distància al sud-est de la ciutat de Roma, als peus dels turons Albans, en el territori corresponent a l' Antic Laci

## Visió general
La zona dels castells ocupa una fèrtil zona volcànica que ha permès des de l'antiguitat una florent agricultura. L'antic cràter està ocupat per dos llacs, el llac de Nemi i el d'Albano.
A partir de l'antiga època romana, va ser una zona freqüentada pels nobles de Roma pel seu clima més fresc durant l'estiu: la tradició va ser seguida pels Papes que encara tenen la seva residència d'estiu a Castel Gandolfo, al llac Albano. Les famílies que van governar als castells inclouen Orsini, Colonna, Chigi, Aldobrandini, Savelli, Annibaldi i Ruspoli .

## Municipis
Els castells romans són:
- Albano Laziale
- Ariccia
- Castel Gandolfo
- Colonna
- Frascati
- Genzano di Roma
- Grottaferrata
- Lanuvio

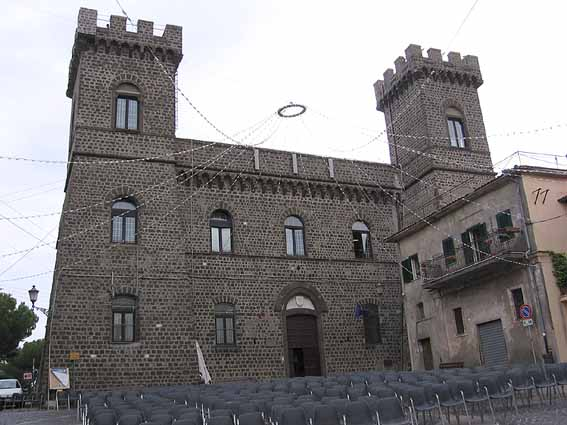
El castell de Savelli a Rocca Priora

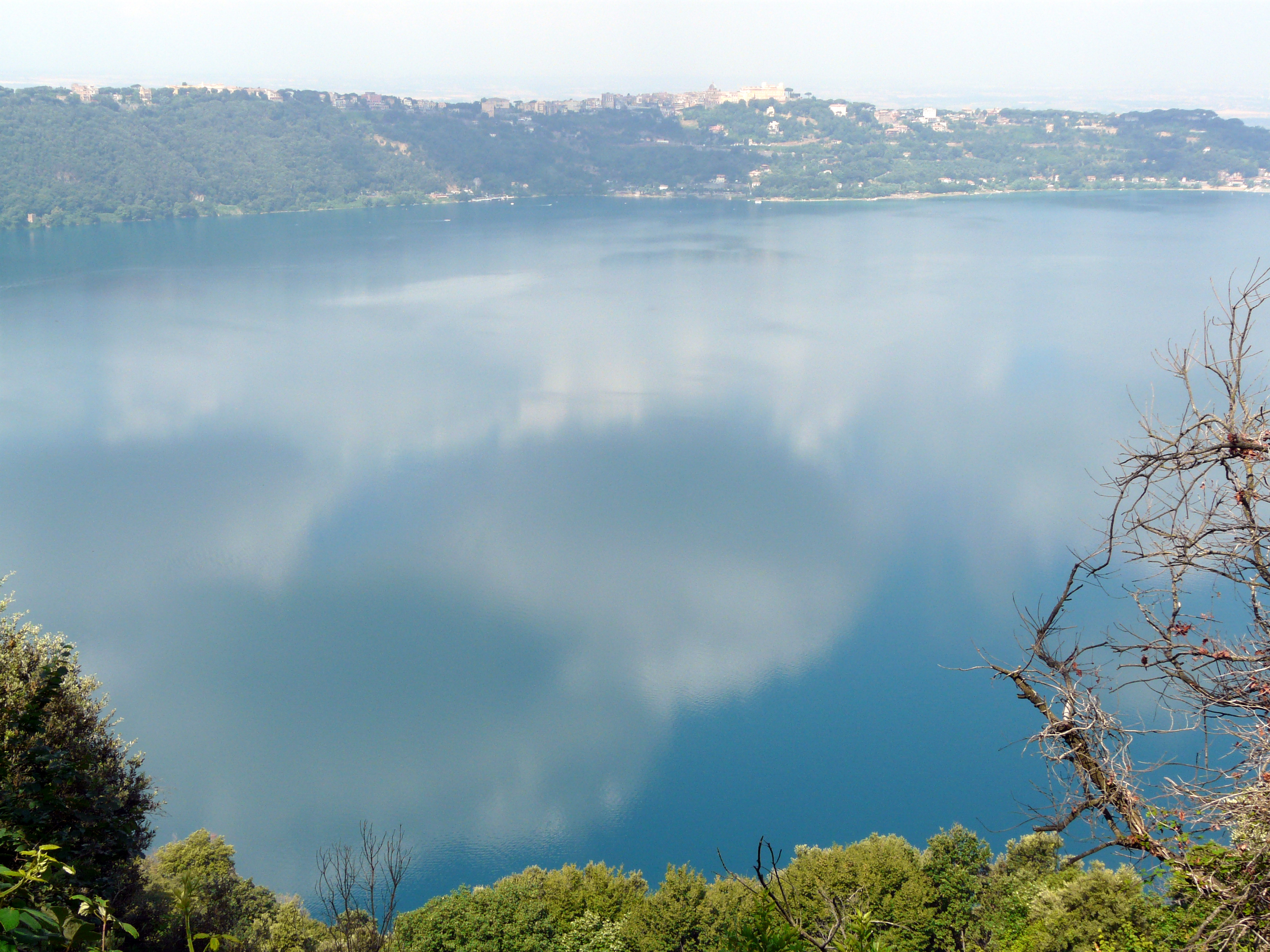
El llac Albano. Al fons Castel Gandolfo

- Lariano (una fracció de Velletri fins a 1969)
- Marino
- Monte Compatri
- Monte Porzio Catone
- Nemi
- Rocca di Papa
- Rocca Priora
- Velletri (una comuna lliure durant l'edat mitjana, però geogràficament considerada un castell romà)

## Cuina
Des de 1996, la zona dels Castells Romans és la llar d'una gran zona de denominació d'origen controlada (DOC) que elabora una gran varietat de vins, com ara rosats, frizzants lleugerament escumosos i vins secs i dolços. Els negres i rosats DOC estan compostos per Cesanese Comune, Merlot, Montepulciano, Nero Buono i Sangiovese amb fins a un 15% d'altres varietats de raïm negre locals com Abbuoto. Els vins blancs de la regió estan compostos per Malvasia Candia, Puntinata i Trebbiano amb fins a un 30% d'altres varietats de raïm blanc local. Els raïms destinats a l'elaboració de DOC s'han de veremar amb un rendiment no superior a 12 tones / ha amb els blancs i rosats amb una graduació alcohòlica mínima d'un 10,5% i els negres amb un 11% d'alcohol en volum.
Ariccia ès celebrada per la seva porchetta (carn de porc rostida). Els dolços locals inclouen els maritozzi, una mena de pa dolç. A partir de la collita del raïm de vinya, el most de vi s'utilitza per coure ciambelle al mosto, un gran pastís pla en forma de bunyol que es pot trobar a les fleques locals.

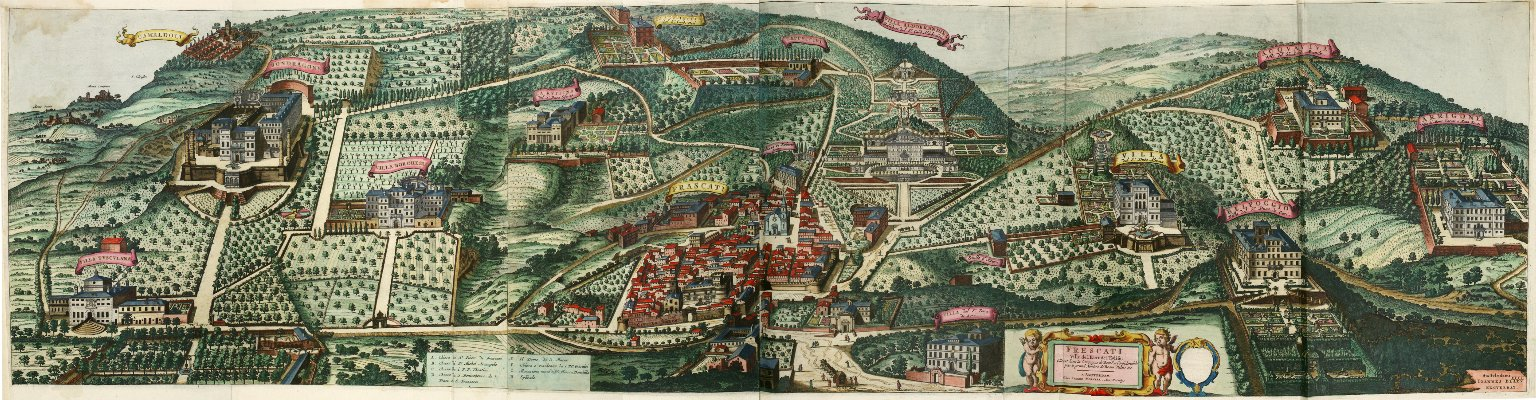
Mapa de Matteo Greuter que mostra Frascati i les 12 vil·les (1620)